# 後井古墳群

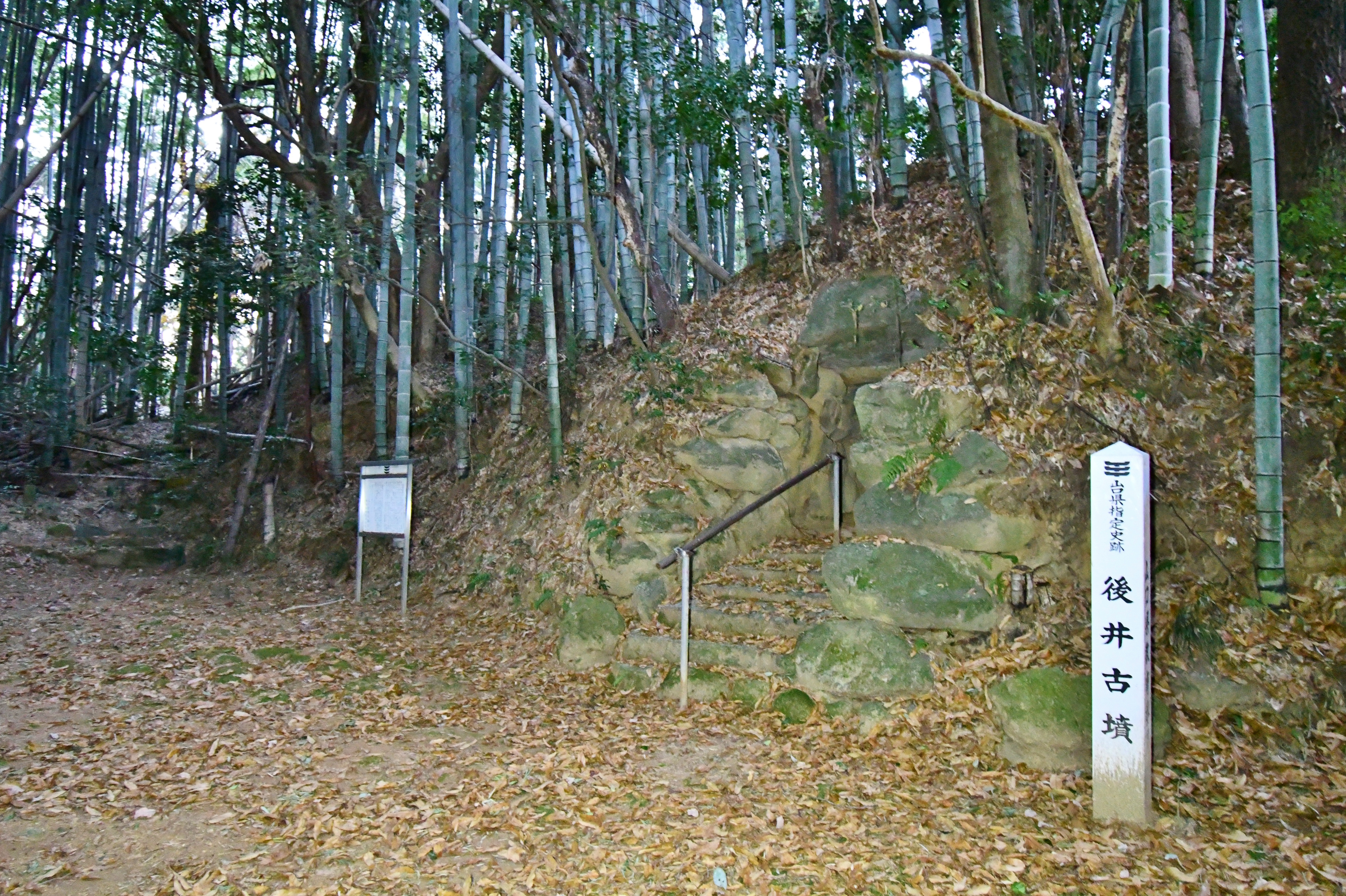
後井1号墳（右）・2号墳（左奥）

後井古墳群（ごいこふんぐん、秋葉山古墳群）は、山口県熊毛郡田布施町宿井（しゅくい）にある古墳群。2基が山口県指定史跡に指定されている（指定名称は「後井古墳」）。

## 概要
山口県南東部、石城山南麓の丘陵群の1つである寺山（標高約60メートル）に営造された古墳群である。1995年（平成7年）時点で11基が確認されている。3号墳は大半が削平を受けているほか、1・2・3号墳で調査が実施されている。
古墳群のうち1号墳・2号墳は墳丘裾部を交えて東西に並ぶ。特に1号墳は埋葬施設を巨石を用いた横穴式石室とし、山口県内では最大規模の石室になる。また2号墳は前方後円墳で石室の構造に特色を有し、3号墳では発掘調査の際に多くの副葬品が検出されている。その他の古墳については未調査のため詳らかでない。1号墳・2号墳は古墳時代後期-終末期の6世紀末-7世紀初頭頃の築造と推定され、特に1号墳は周防国造一族の系譜に連なる首長墓と想定される点で重要視される古墳になる。
1号墳・2号墳の古墳域は1978年（昭和53年）に山口県指定史跡に指定されている。

## 遺跡歴
- 1911年（明治44年）、1-3号墳の調査。3号墳から遺物出土[2]。
- 1978年（昭和53年）3月31日、1号墳・2号墳が山口県指定史跡に指定[3]。
- 1989年（平成元年）、2号墳の発掘調査（田布施町教育委員会）[2]。
- 1998年（平成10年）、2号墳の墳丘測量調査で前方後円墳と判明[2]。

## 主な古墳

### 1号墳

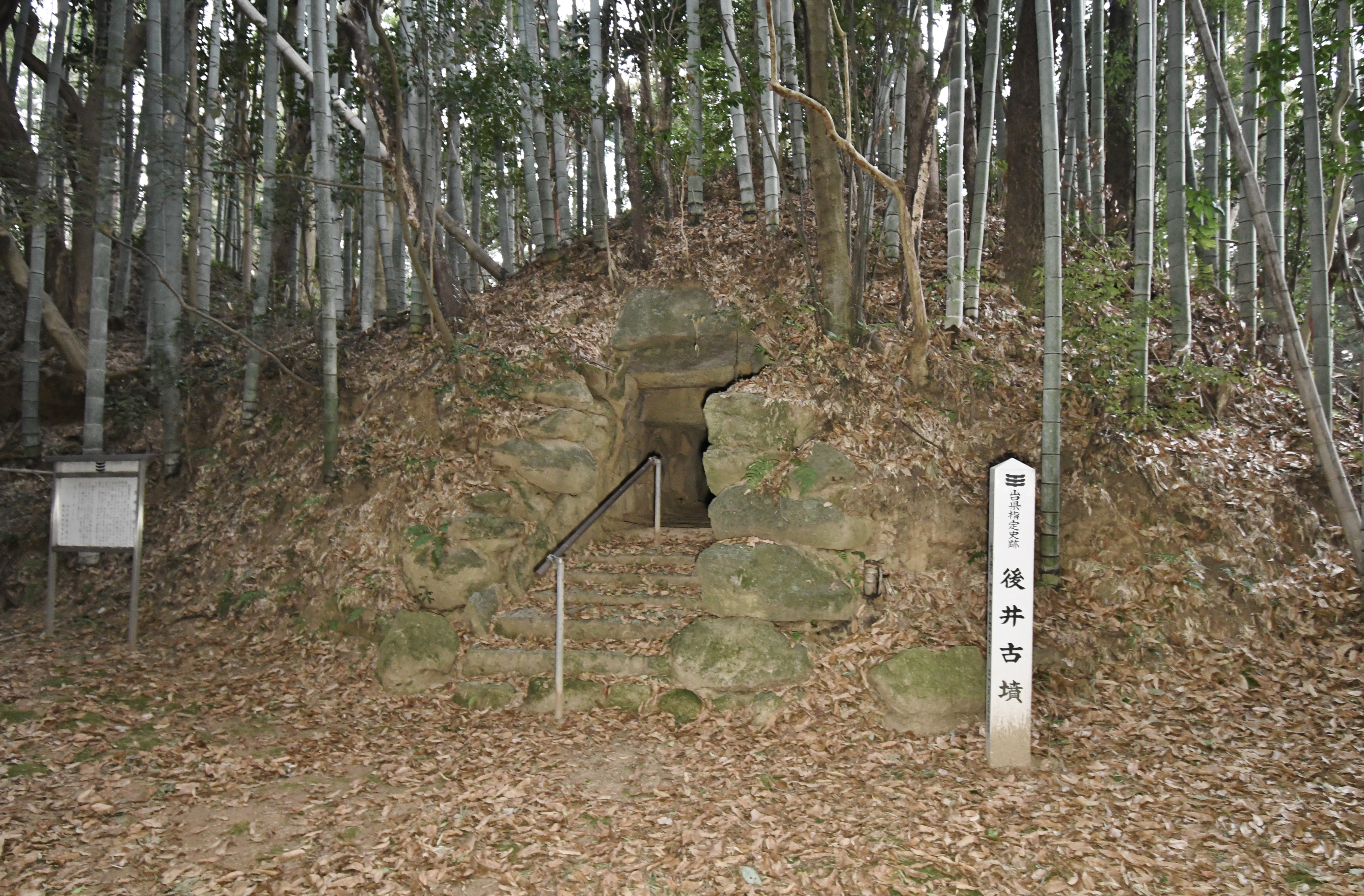
1号墳 墳丘・石室開口部

1号墳 石室俯瞰図

1号墳は、丘陵最頂部にある古墳。形状は円墳。後井古墳群の主墳である。
墳形は円形で、直径約15メートル・高さ約4.5メートルを測る。埋葬施設は片袖式の横穴式石室で、南南東方向に開口する。石室の規模は次の通り。
- 石室全長：約11.9メートル
- 玄室：長さ約6メートル、幅3.4メートル（奥壁）、高さ3.5メートル（奥壁）
- 羨道：長さ約6メートル、幅約1.8メートル、高さ約1.8メートル

石材には巨石が使用されており、山口県内では最大規模の大きさである。石室内からは副葬品として、銀製耳環2・碧玉製勾玉2・鉄鏃19が出土している。
築造時期は、古墳時代後期-終末期の6世紀末-7世紀初頭頃と推定される。現在では石室内に秋葉明神が祀られている。

石室展開図
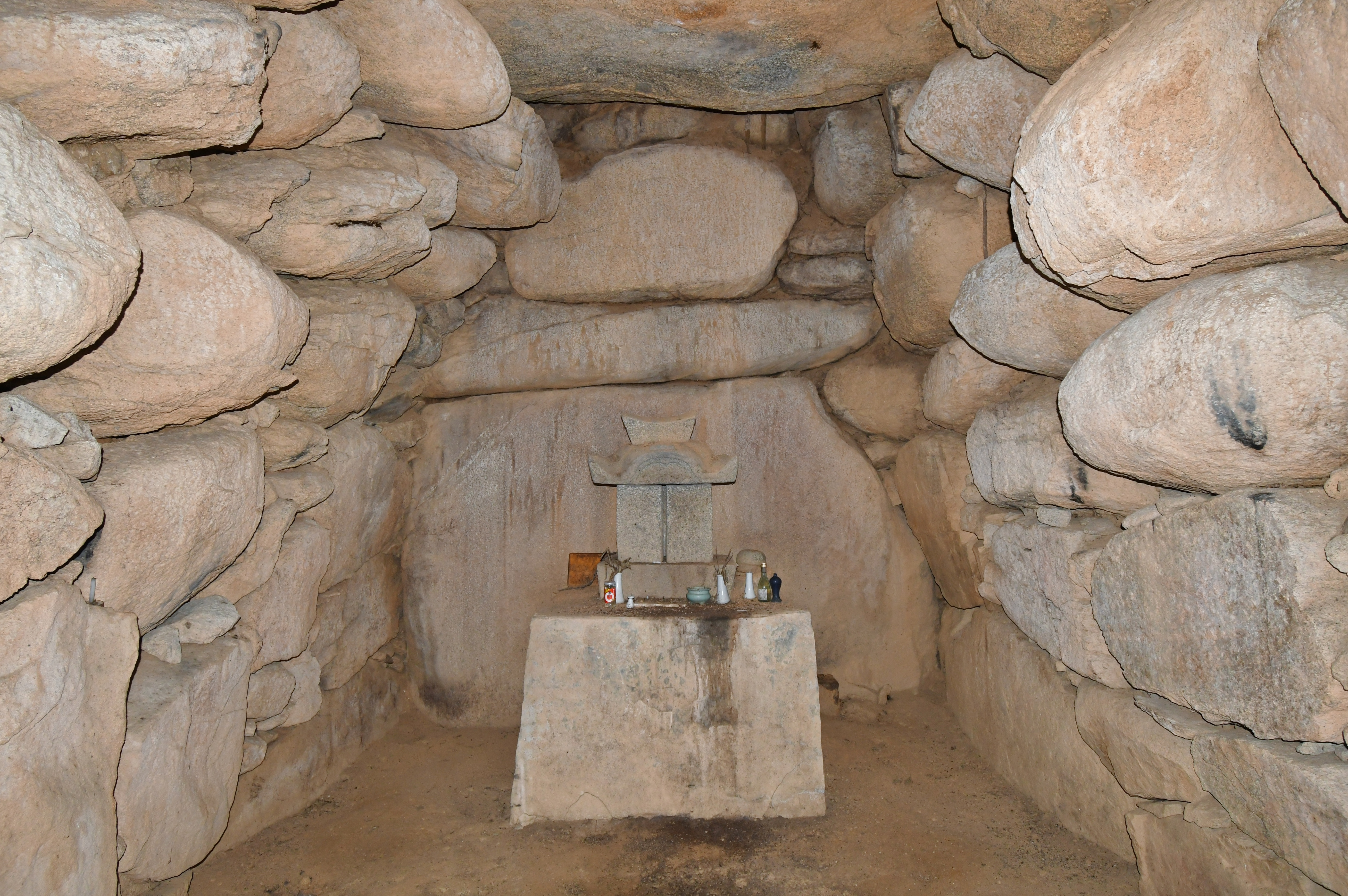
玄室（奥壁方向）
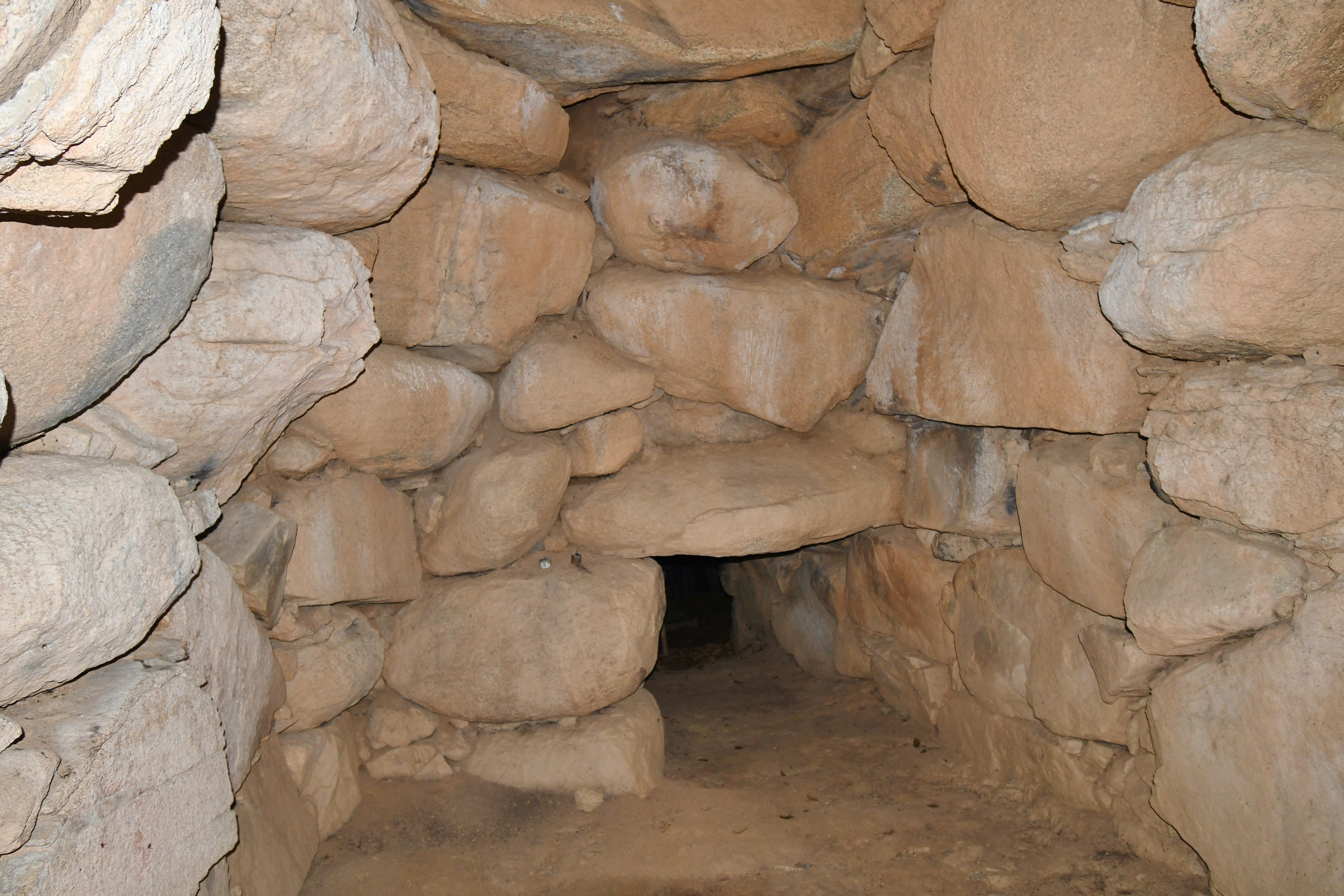
玄室（開口部方向）
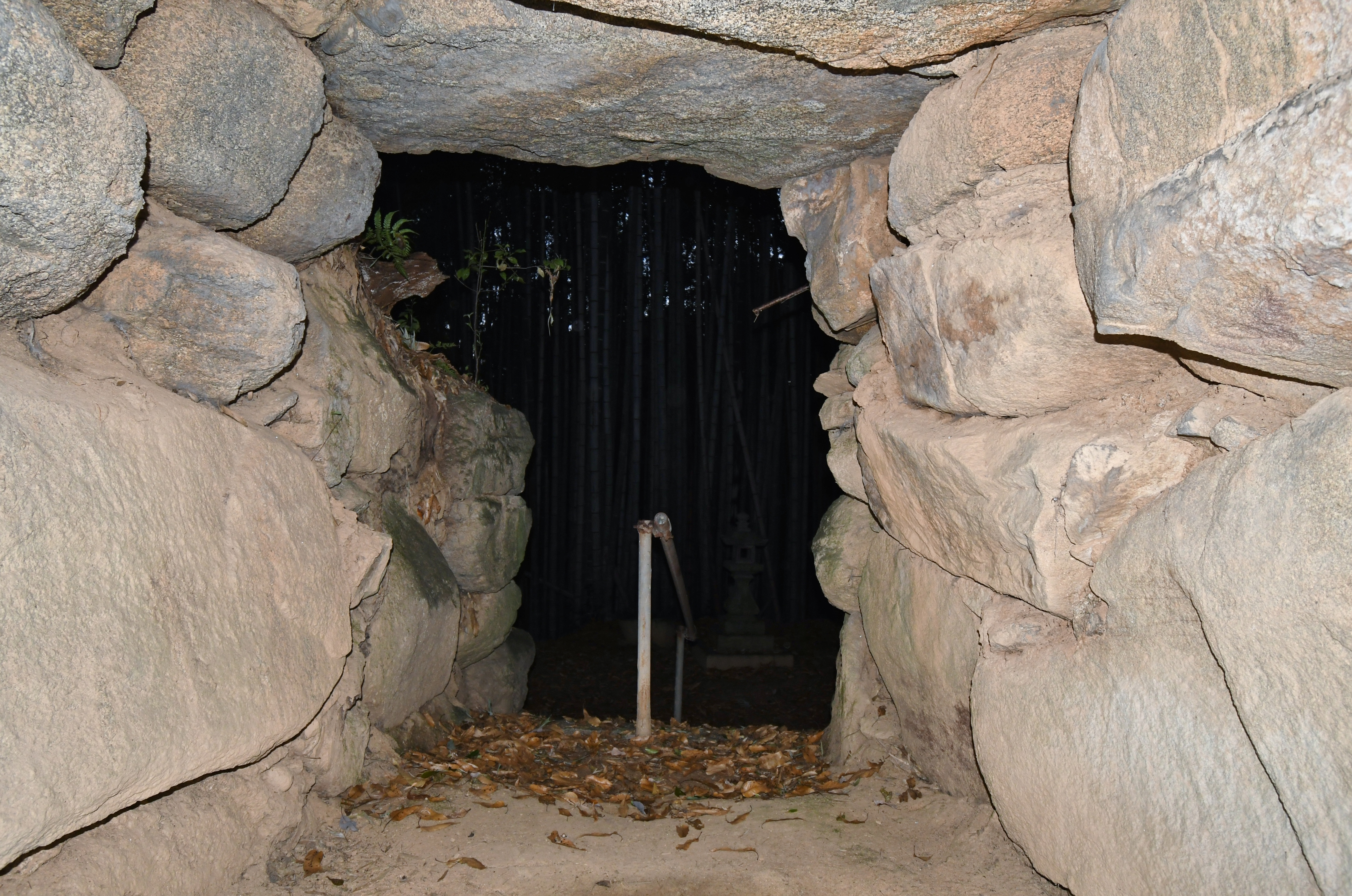
羨道（開口部方向）
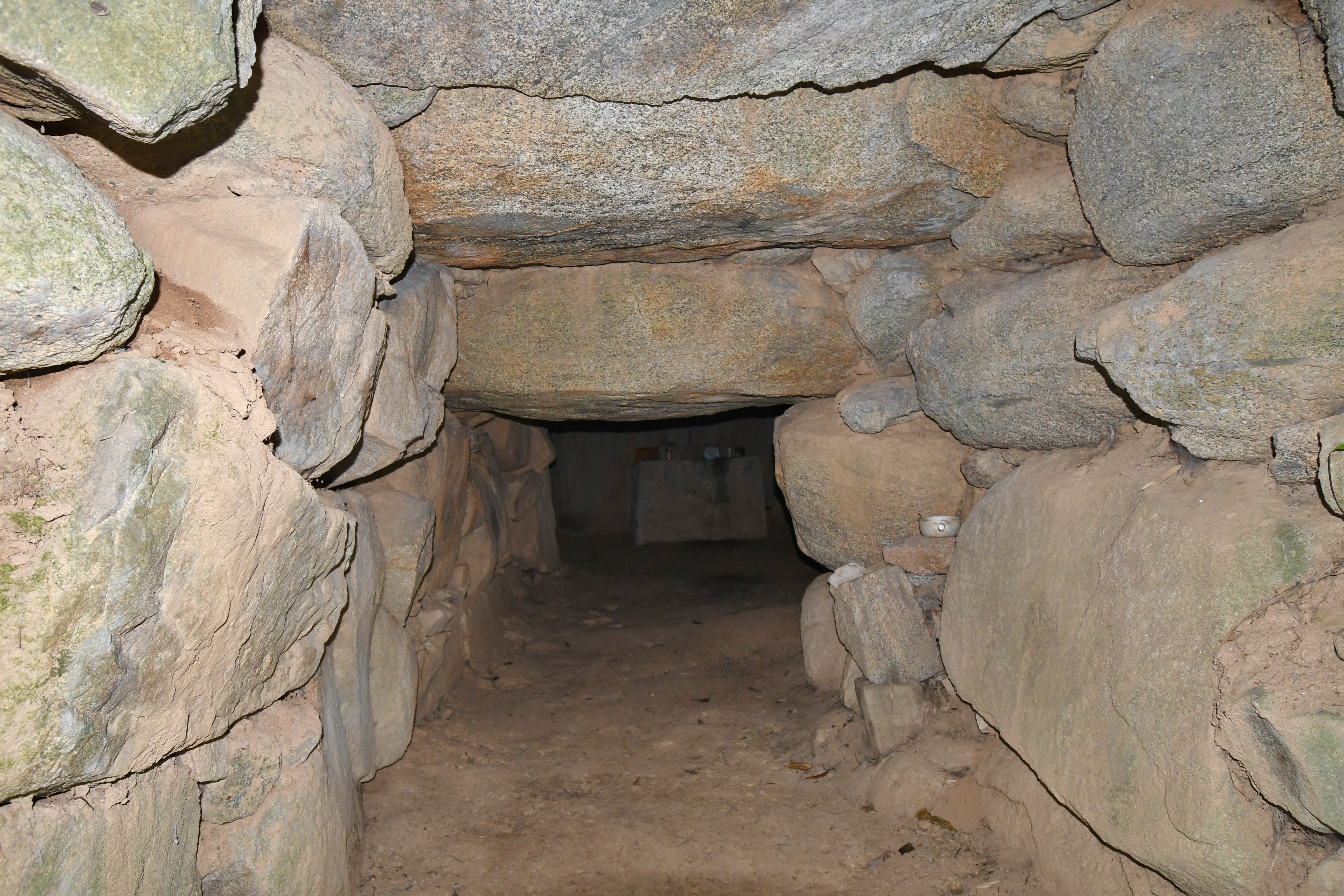
羨道（玄室方向）
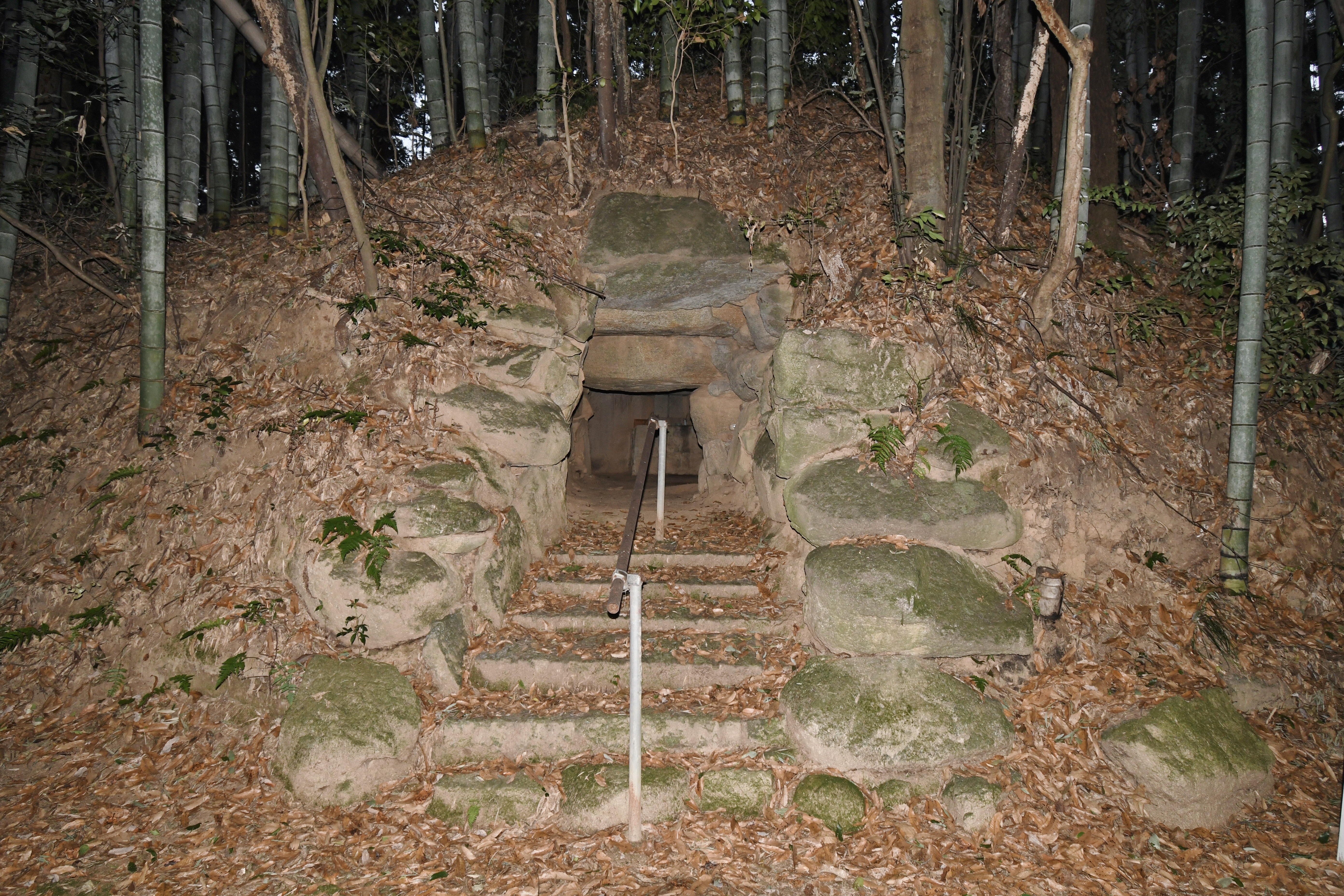
開口部

### 2号墳

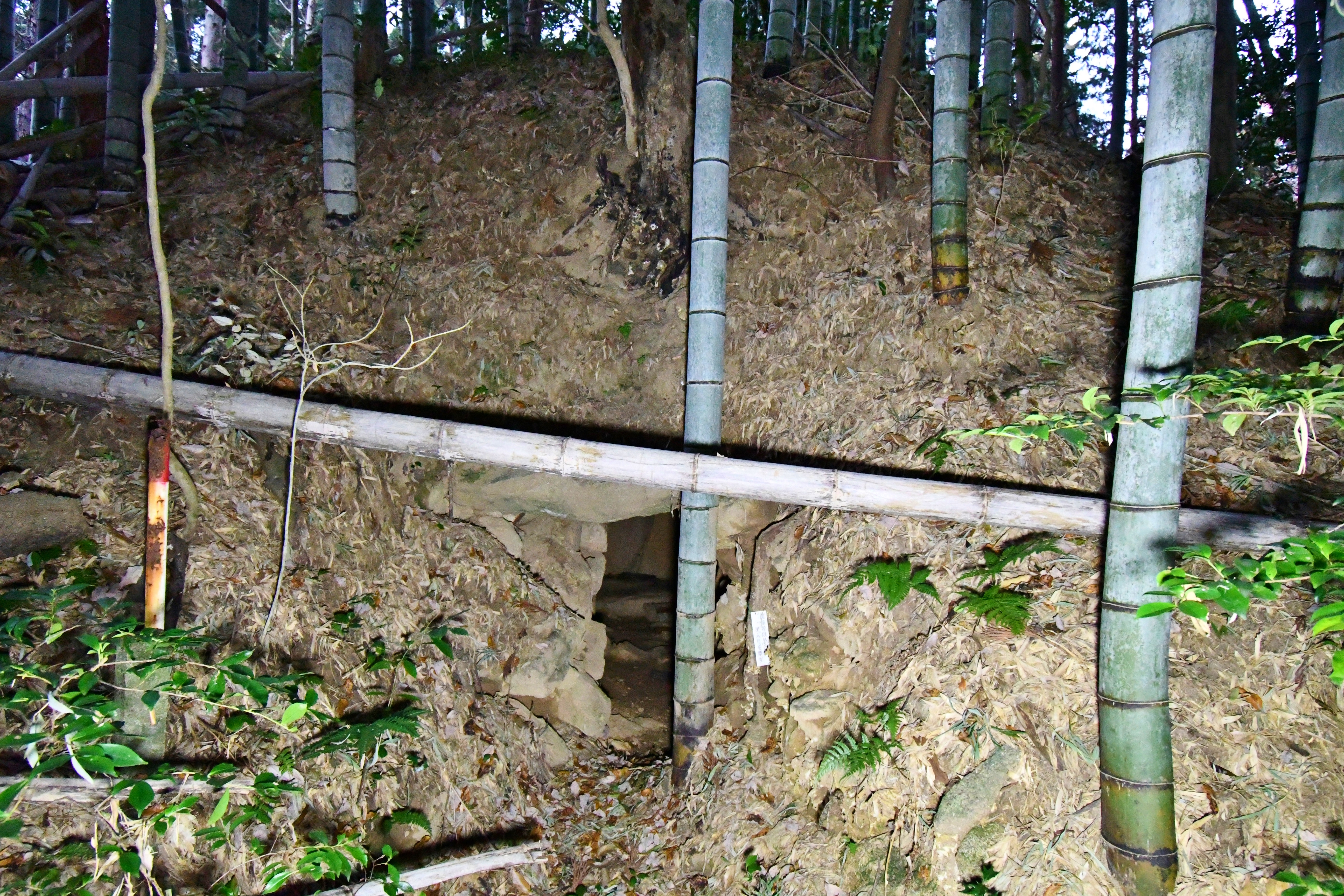
2号墳 墳丘・石室開口部

2号墳 石室俯瞰図

2号墳は、1号墳の西側にある古墳。形状は前方後円墳。1号墳とは墳丘裾部を接する。
墳形は前方後円形で、墳丘長約32メートル、後円部高さ4メートル以上を測る（1998年（平成10年）の測量調査以前は円墳とされた）。埋葬施設は両袖式の横穴式石室で、南南東方向に開口する。石室の規模は次の通り。
- 石室全長：7.3メートル
- 玄室：長さ3.2メートル、幅2.5メートル、高さ3.1メートル

石室は玄室の構築方法および玄門立石に特色を有する。石室内からは副葬品として、鉄鏃6・鉄刀子1・須恵器（坏6・高坏5・甕1）が出土している。
築造時期は、1号墳と同様の古墳時代後期-終末期の6世紀末-7世紀初頭頃と推定される（1号墳にやや遅れて築造か）。

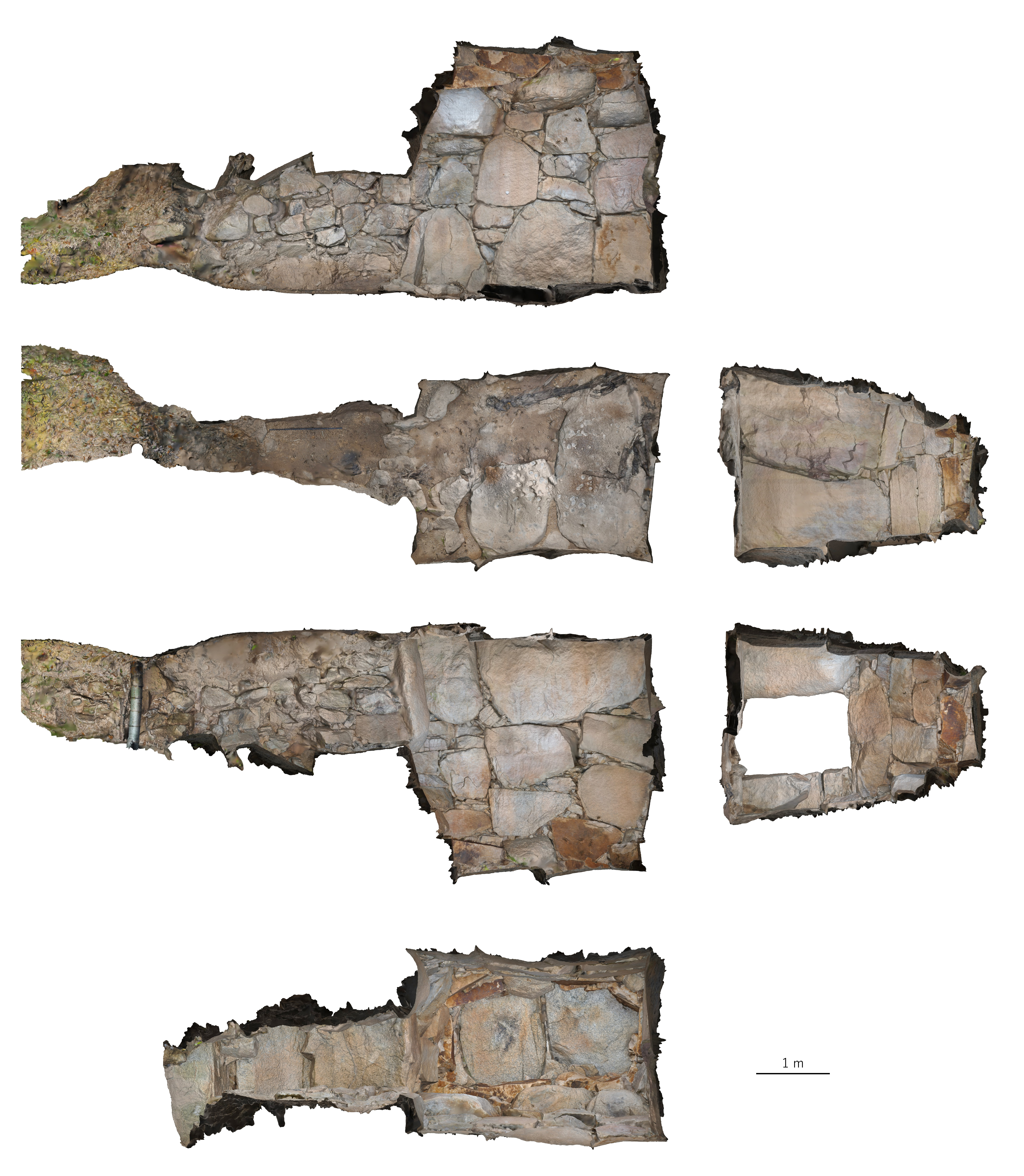
石室展開図
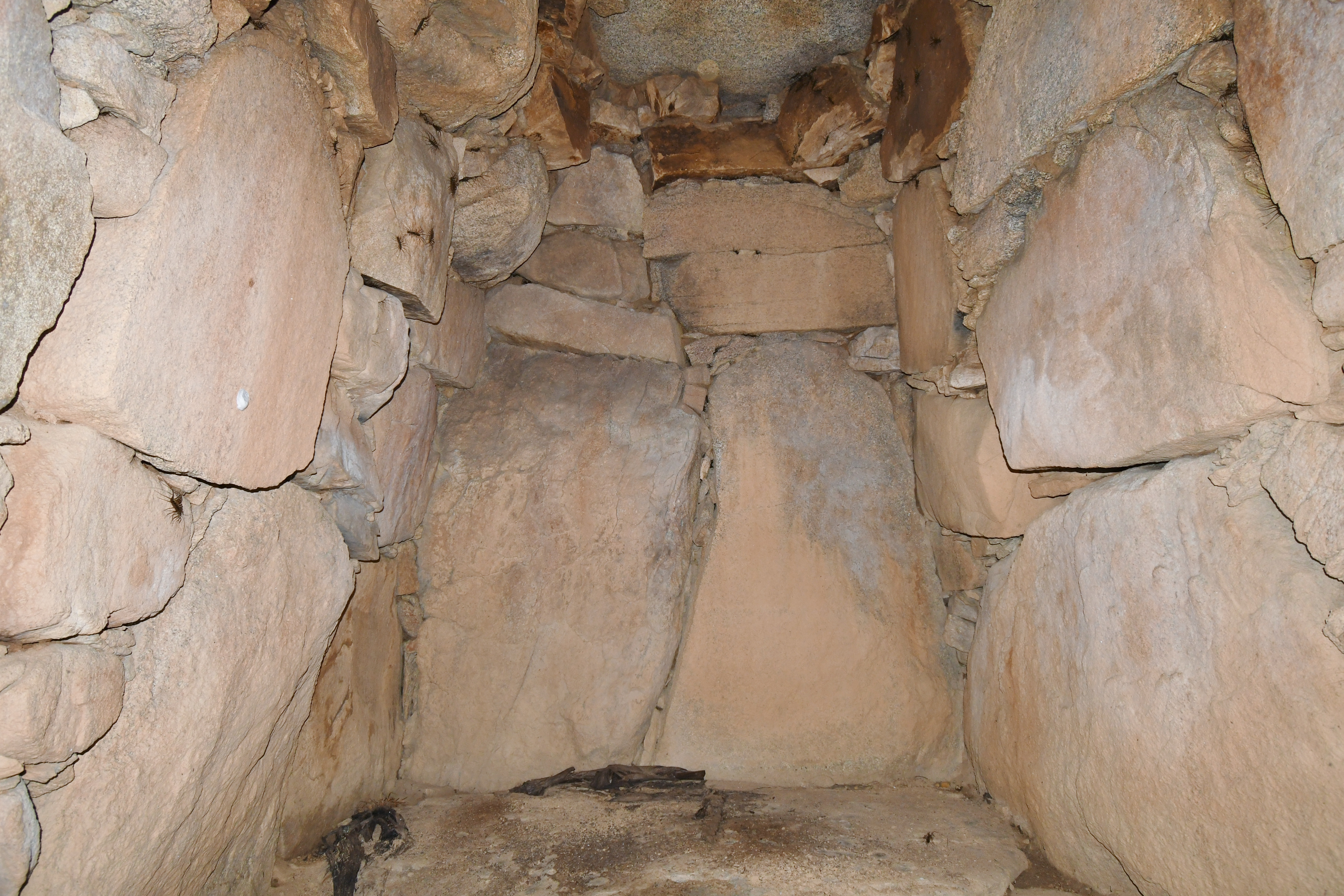
玄室（奥壁方向）
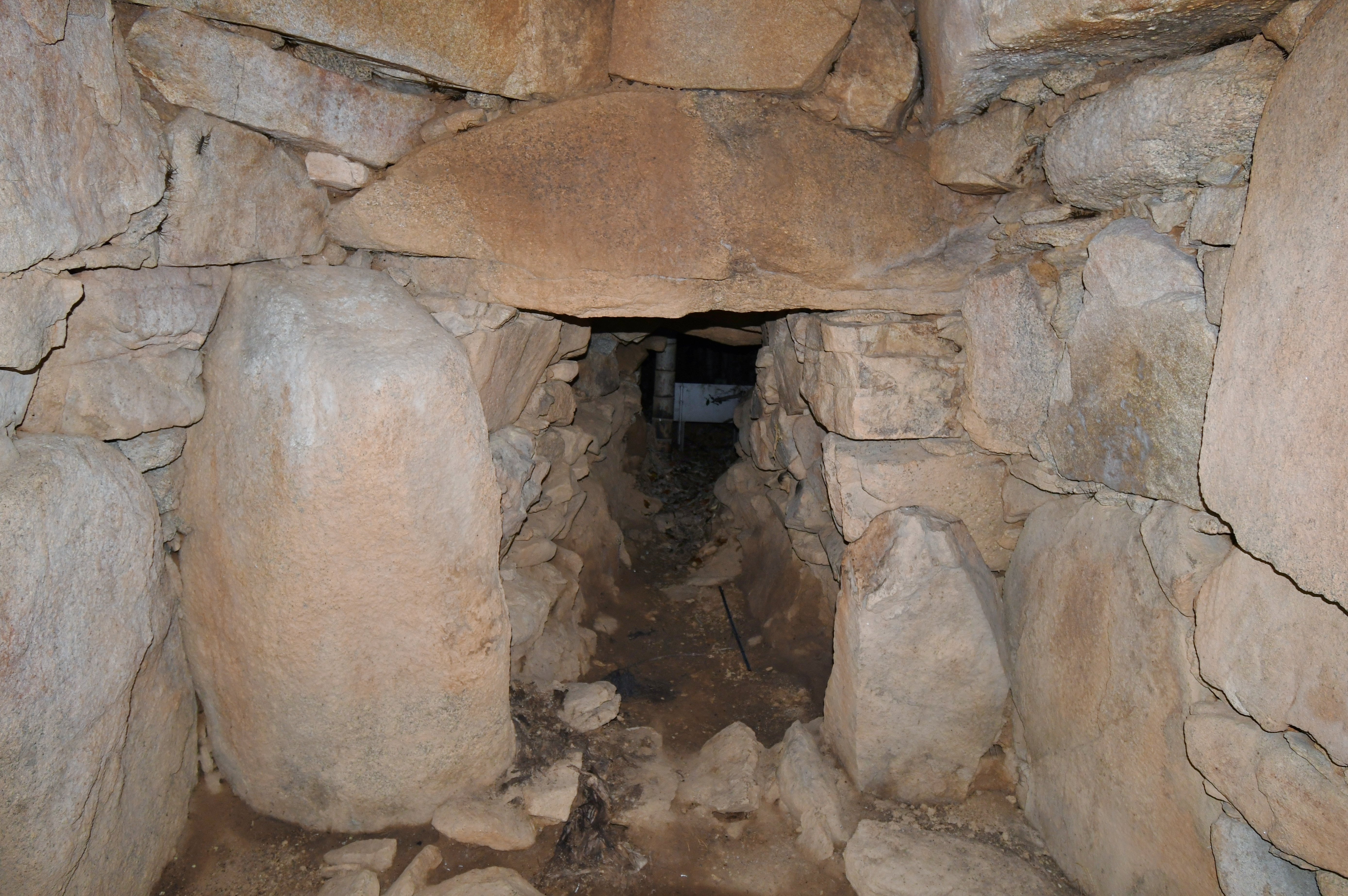
玄室（開口部方向）
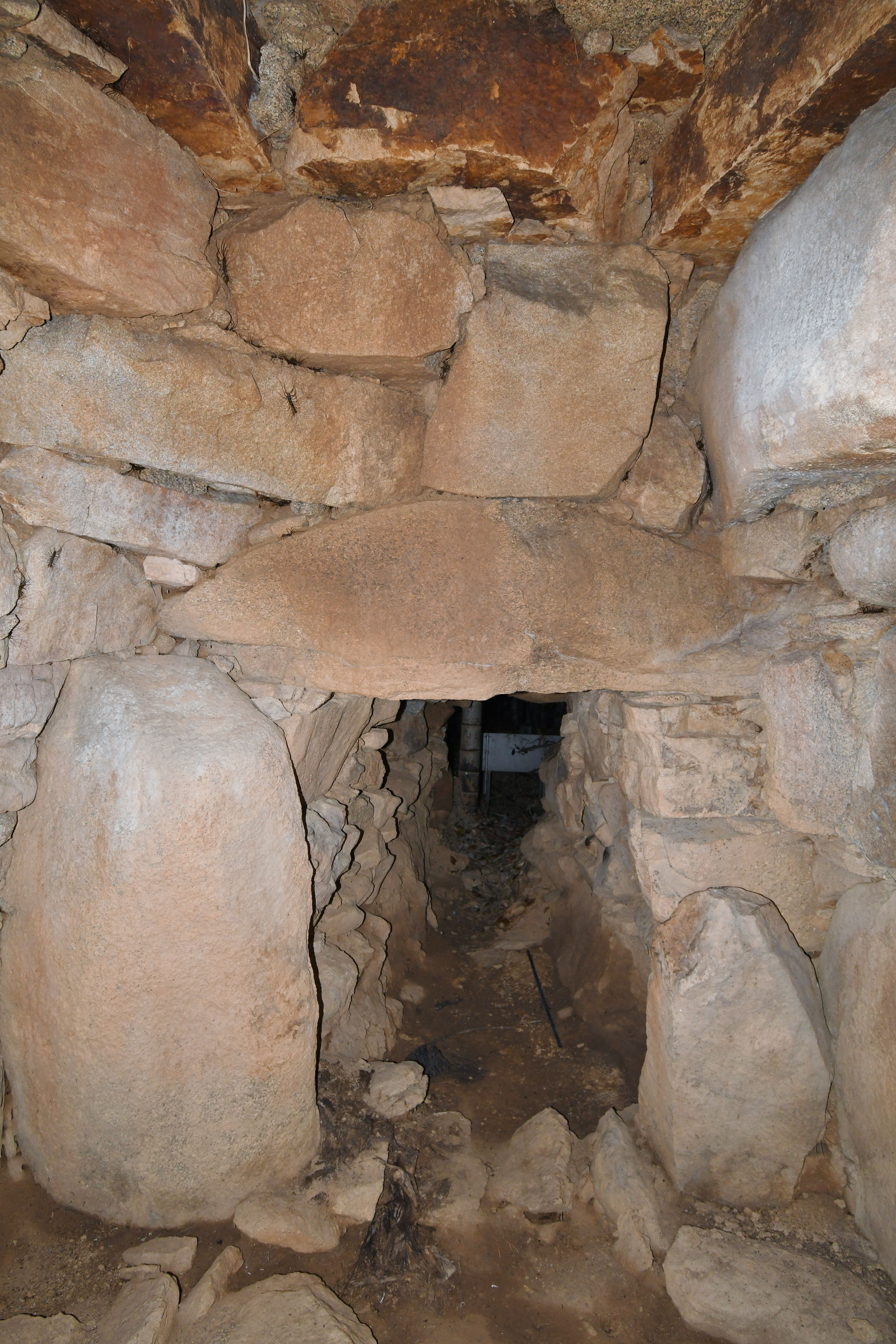
玄室（開口部方向）
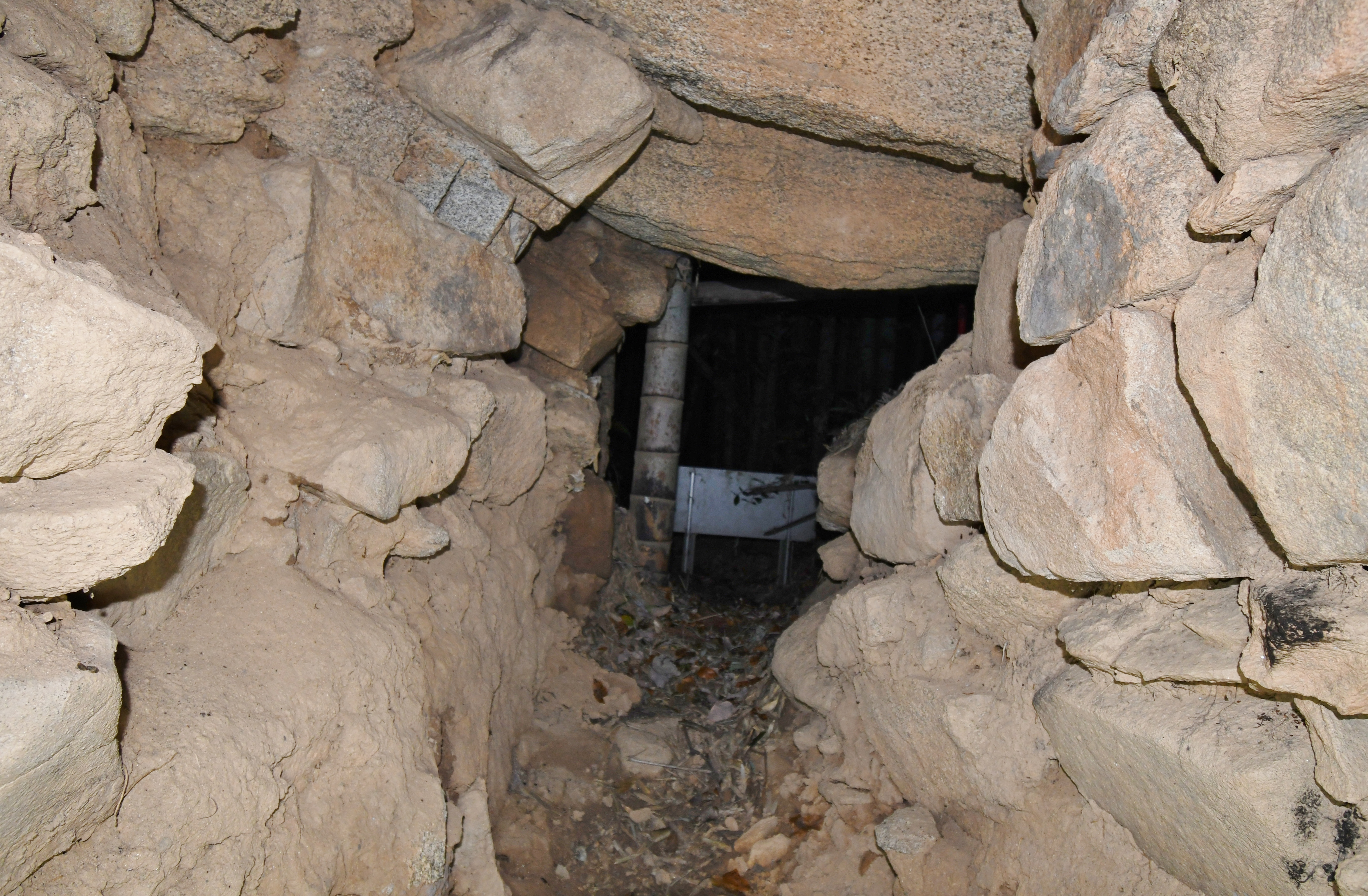
羨道（開口部方向）
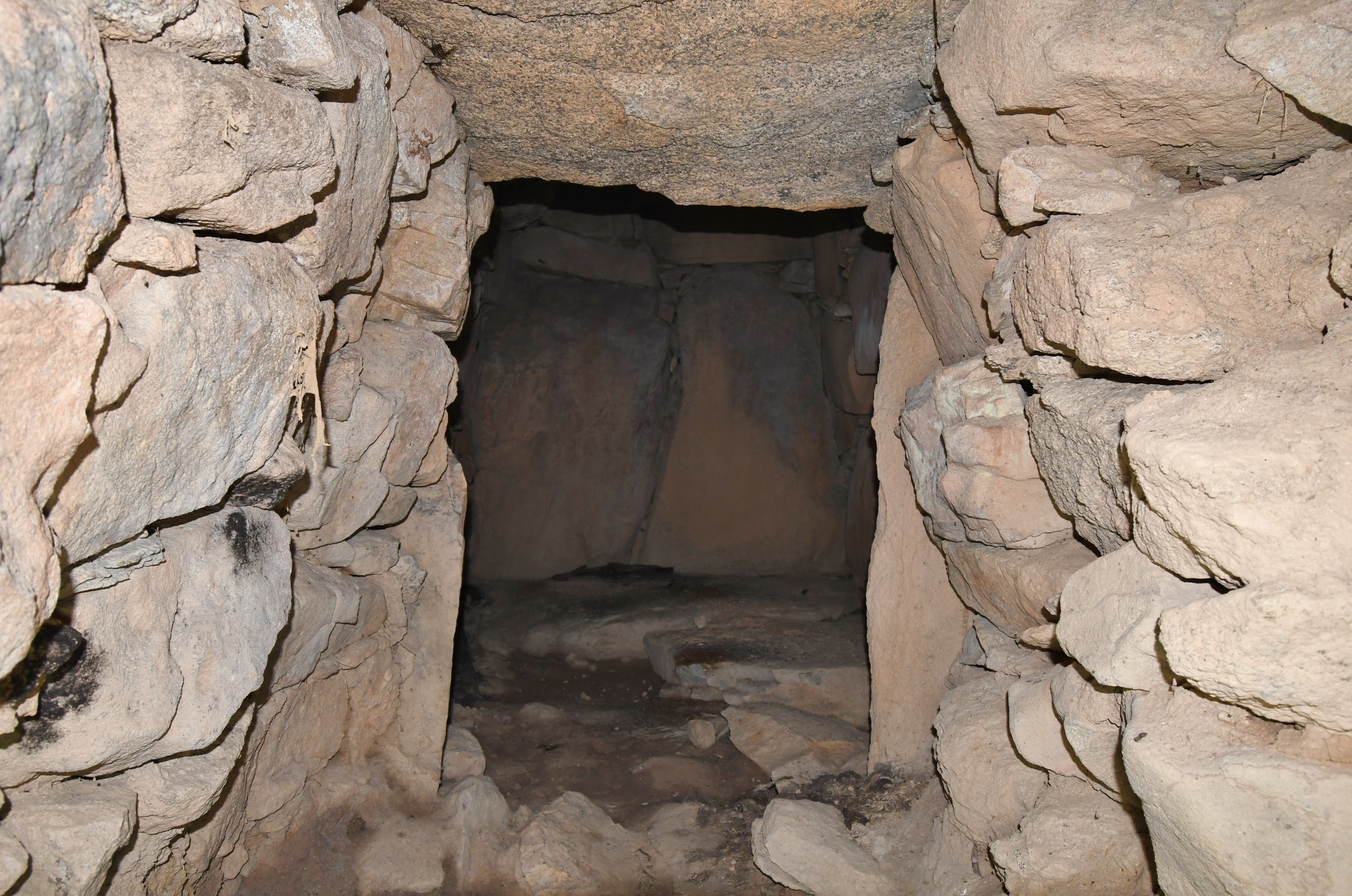
羨道（玄室方向）

### 3号墳
3号墳は、1号墳・2号墳の約30メートル下方にある古墳。
埋葬施設は片袖式の横穴式石室である。石室の規模は次の通り（1911年（明治44年）の調査値）。
- 玄室：長さ12尺（約3.6メートル）、幅8尺（約2.4メートル、奥壁）、高さ6尺（約1.8メートル、奥壁）
- 羨道：長さ14尺（約4.2メートル）、幅3尺（約0.9メートル）、高さ4尺（約1.2メートル）

石室内の副葬品はほぼ原位置を保った状態で出土している。内容は次の通り。
- 羨道部のくぼみ：須恵器の坏身・坏蓋を5個ずつ2列に並置。2個には淡水産カラスガイを入れる。
- 玄門付近：須恵器、土師器、鍍金製雲珠3、鉄鎌1、鉄手斧1。赤色顔料を入れた土師器坩がある。
- 玄室東側壁付近：須恵器坏20
- 玄室西側壁付近：鉄鋏1、鉄床2、砥石1、鉄鏃20あまり、鉄刀、馬具。
- 玄室奥壁付近：鉄刀1、須恵器𤭯1。
- 玄室棺付近：碧玉製勾玉1、ガラス製勾玉1、水晶製切子玉8、ガラス製小玉10あまり、滑石製臼玉20あまり、土玉400あまり。

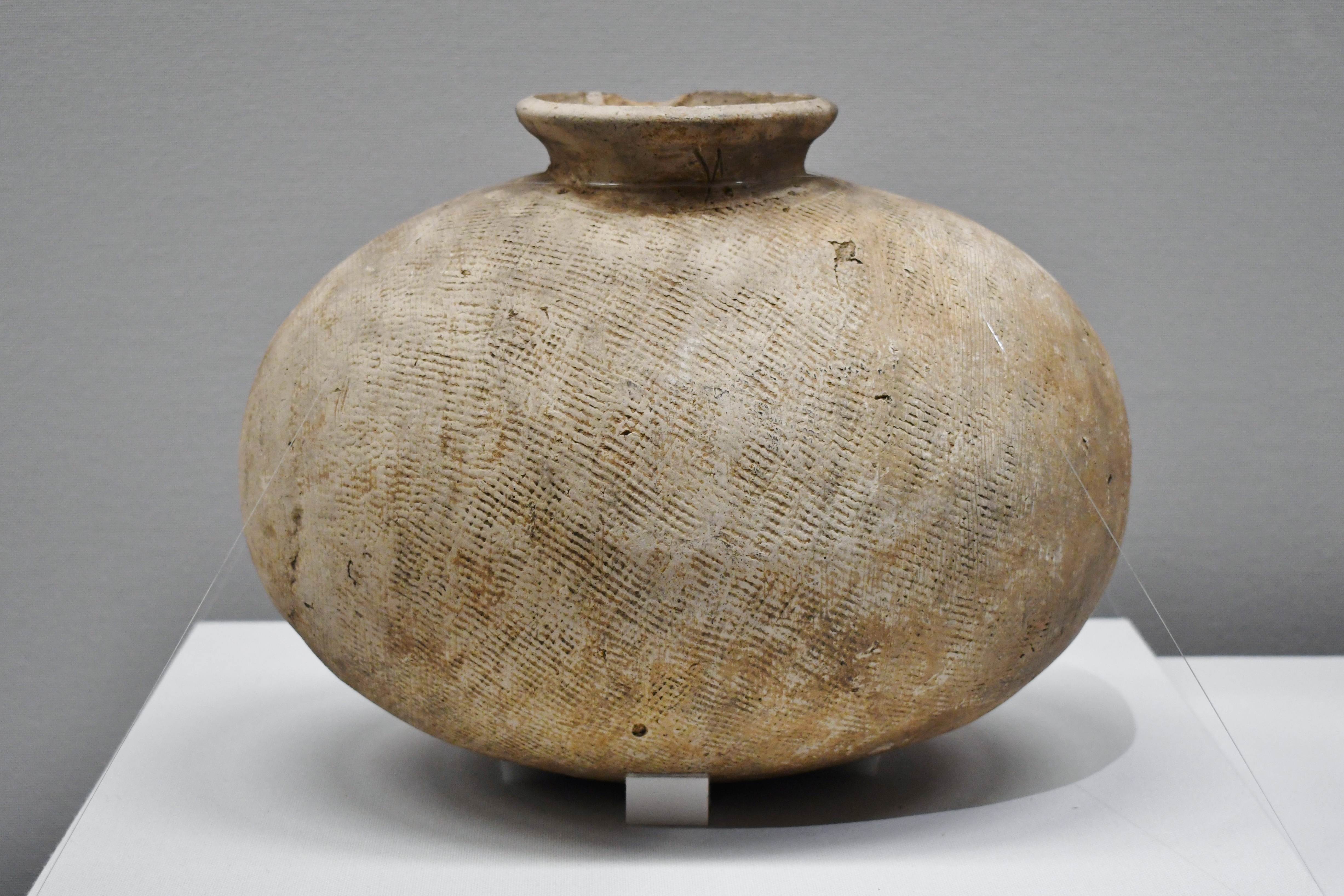
横瓶 東京国立博物館展示。

- その他：鉄矛1、鉸具2。

- 横瓶
東京国立博物館展示。

## 文化財

### 山口県指定文化財
- 史跡
  - 後井古墳 - 1号墳・2号墳の2基。1978年（昭和53年）3月31日指定[3]。

## 関連施設
- 田布施町郷土館（田布施町下田布施） - 後井2号墳の出土品を保管。
- 東京国立博物館（東京都台東区） - 後井1号墳・3号墳の出土品を保管。